# Заварзин, Юрий Владимирович
Ю́рий Влади́мирович Зава́рзин (род. 11 января 1953, Чкалов) — российский футбольный топ-менеджер, предприниматель, бывший генеральный директор московских клубов «Спартак» и «Динамо» и бывший президент российской футбольной премьер-лиги.

## Биография
После службы в армии поступил в Московский юридический институт, который окончил в 1980 году. В 1986 начал заниматься коммерцией. С сентября 1997 по март 2001 являлся генеральным директором «Спартака», в который попал по протекции Григория Есауленко, затем был президентом футзального клуба «Спартак», с которым выиграл Кубок чемпионов. В августе 2002 года был назначен исполняющим обязанности генерального директора «Динамо», а 25 сентября утверждён в этой должности общим собранием акционеров. В клубе Заварзин проработал до июля 2006 года. Был членом исполкома РФС с 2000 по март 2001 года. 21 декабря 2004 был избран на должность генерального директора Премьер-лиги и проработал в РФПЛ до 24 января 2006.
Увлекается ювелирным производством и состоит в гильдии ювелиров России. Владеет ювелирной фабрикой «Бриолет» в Москве, генеральным директором которой является его сын Михаил.
Женат, имеет двоих детей — сына Михаила и дочь Марию.